# Andreas Kron
Andreas Lorentz Kron (* 1. června 1998) je dánský profesionální silniční cyklista jezdící za UCI ProTeam Lotto–Dstny.

## Hlavní výsledky
2015
Keizer der Juniors
7. místo celkově
2016
GP Général Patton
 celkový vítěz
vítěz 1. etapy
Keizer der Juniors
 celkový vítěz
Grand Prix Rüebliland
9. místo celkově
2017
4. místo Eschborn–Frankfurt Under–23
6. místo Gent–Wevelgem U23
2018
Flèche du Sud
4. místo celkově
vítěz 3. etapy
4. místo Gent–Wevelgem U23
2019
Kolem Belgie
5. místo celkově
Mistrovství světa
5. místo silniční závod do 23 let
Tour Alsace
8. místo celkově
2020
Národní šampionát
2. místo silniční závod
Tour de Luxembourg
5. místo celkově
 vítěz soutěže mladých jezdců
vítěz 5. etapy
Saudi Tour
8. místo celkově
 vítěz soutěže mladých jezdců
9. místo Trofeo Laigueglia
2021
Volta a Catalunya
vítěz 1. etapy
Tour de Suisse
vítěz 6. etapy
5. místo Tre Valli Varesine
Vuelta a España
 cena bojovnosti po 19. etapě
2022
7. místo Giro della Toscana
Tour des Alpes-Maritimes et du Var
8. místo celkově
 vítěz soutěže mladých jezdců
8. místo Coppa Sabatini
9. místo Clásica Jaén Paraíso Interior
9. místo Veneto Classic
10. místo Giro del Veneto
2023
Vuelta a España
vítěz 2. etapy
lídr  po 2. etapě
Národní šampionát
3. místo silniční závod
4. místo Amstel Gold Race
4. místo GP Miguel Indurain
5. místo Clásica Jaén Paraíso Interior
5. místo Veneto Classic
Mistrovství Evropy
9. místo silniční závod
Vuelta a Andalucía
9. místo celkově
9. místo Giro del Veneto
10. místo Il Lombardia
10. místo Strade Bianche

### Výsledky na Grand Tours
| Grand Tour      | 2021 | 2022 | 2023 | 2024 |
| --------------- | ---- | ---- | ---- | ---- |
| Giro d'Italia   | —    | —    | —    | —    |
| Tour de France  | —    | 72   | —    | —    |
| Vuelta a España | 68   | —    | 67   | DNF  |

| —   | Nezúčastnil se |
| DNF | Nedokončil     |